# Mountain City (Texas)
Mountain City é uma cidade localizada no estado norte-americano do Texas, no Condado de Hays.

## Demografia
Segundo o censo norte-americano de 2000, a sua população era de 671 habitantes.
Em 2006, foi estimada uma população de 698, um aumento de 27 (4.0%).

## Geografia
De acordo com o United States Census Bureau tem uma área de
1,2 km², dos quais 1,2 km² cobertos por terra e 0,0 km² cobertos por água. Mountain City localiza-se a aproximadamente 251 m acima do nível do mar.

## Localidades na vizinhança
O diagrama seguinte representa as localidades num raio de 16 km ao redor de Mountain City.